# Schwedentrunk
Schwedentrunk (tyska: [ˈʃveːdn̩ˌtʁʊŋk], svenskdricka) var under trettioåriga kriget en ökänd tortyrmetod där offret tvingades svälja stora mängder kväljande vätska, som kunde bestå av urin blandat med avföring och annat avloppsvatten. Utöver illamående, uppsvällning, förgiftning och intensiva smärtor i matstrupe och magsäck kunde behandlingen också leda till döden.
Metoden användes framför allt i samband med plundringar och spred skräck bland den tyska befolkningen. Det är dock oklart om metoden verkligen var ett påfund av de svenska invasionsstyrkorna, som namnet antyder, eller om det var ett resultat av krigspropagandan. Den användes förvisso av legoknektar och trossfolk i den svenska hären, men också av medlemmar i andra arméer.
Berättelser om Schwedentrunk förekommer bl.a. i romanen Den äventyrlige Simplicissimus:
| ”                                                  | Den bundne drängen lade de på marken, satte in en spärrkil av trä i hans mun, och så hällde de i honom ett mjölkspann fullt av äckligt dyngvatten, som de kallade svenskdricka. | „ |
| – Hans Jakob Christoffel von Grimmelshausen, 1669. | |   |

## Historisk kontext
Olika former av vattentortyr kan härledas tillbaka till 1300-talet och bl.a. till den spanska inkvisitionen. De två vanligaste metoderna av vattentortyr har varit antingen skendränkning, där man utsätter offret för en känsla av att drunkna, eller det som med tiden kom att kallas ”vattenkuren”, där man häller eller pumpar vätska ner i offrets magsäck, ofta med hjälp av någon form av tratt. Tortyr där man använder vatten betraktades länge av olika makthavare som oproblematiskt då den innebar stor fysisk och psykisk påfrestning för offret samtidigt som den inte lämnade några synliga spår och väldigt sällan ledde till döden.

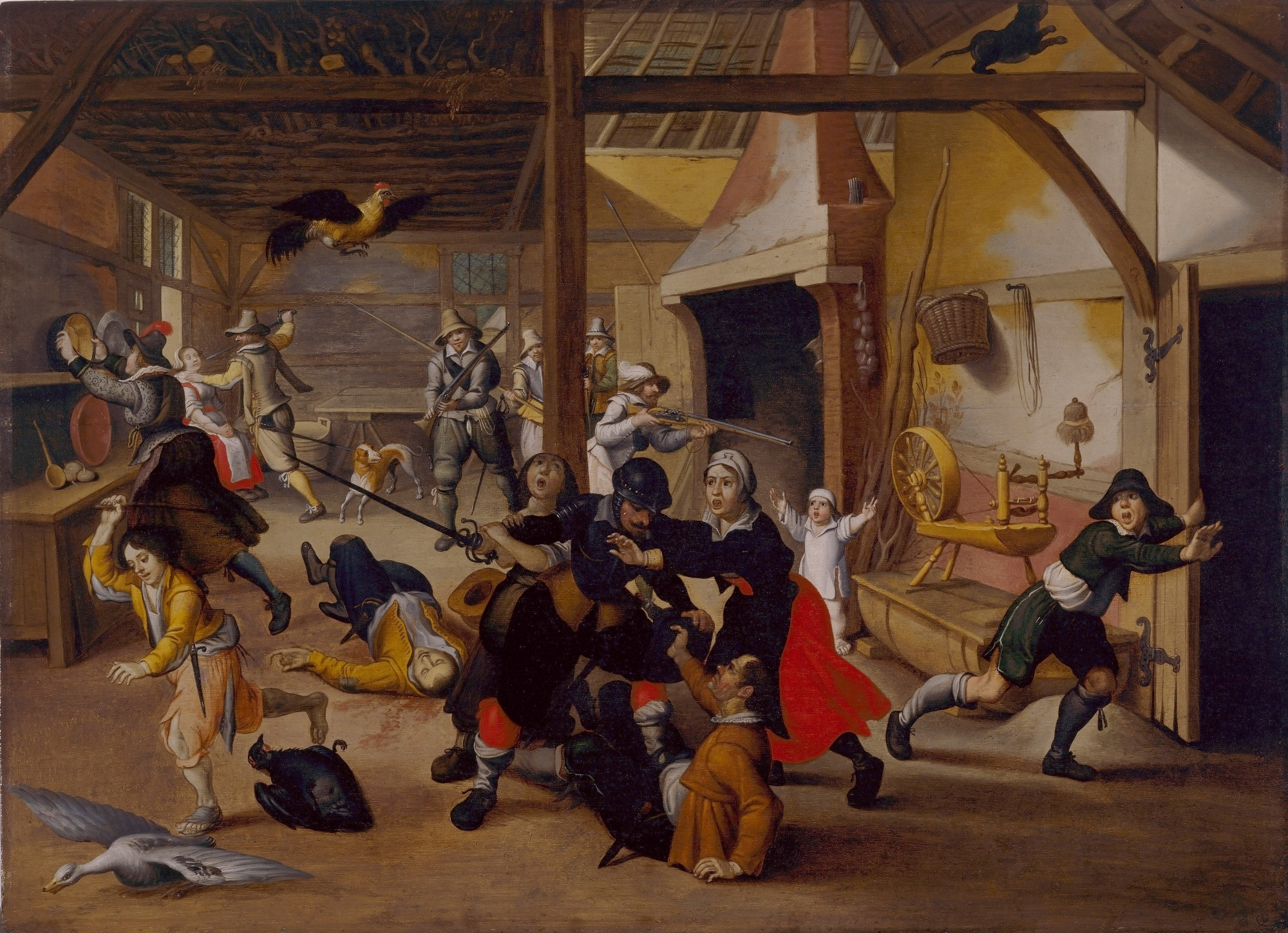
Soldater plundrar en bondgård, målning av Sebastiaen Vrancx

Det trettioåriga kriget var dåtidens dittills största militärkonflikt med arméer som kunde innehålla flera tiotusentals man, och ibland upp till 100 000 man. Med varje armé följde en tross som kunde bestå av minst lika många människor, i tillägg till hästar, nötkreatur och andra djur. Alla dessa – människor såväl som djur – skulle utspisas och underhållas. Som jämförelse kan nämnas att de största tyska städerna vid den här tiden – t.ex. Hamburg och Nürnberg – hade i underkant av 50 000 invånare. 
Detta totalkrig innebar en katastrof för civilbefolkningen. Där de stora arméerna drog fram på den tyska landsbygden drabbades de fast bosatta av tortyr, mord, mordbrand, ödeläggelse, våldtäkter och stölder. Det var krigets vardag; de stora fältslagen inträffade relativt sällan. För att förhindra att fienden skulle försörja sig på krigsområdets resurser där den drog fram – enligt principen bellum se ipsum alet, kriget föder sig självt – tillämpades ofta den brända jordens taktik. Samtidigt gällde det att inte helt ruinera landsbygden, eftersom man själv kunde behöva försörjning i framtiden. På grund av att arméerna blev så stora hände det ofta att de meniga soldaterna inte fick sin betalning, vilket innebar att plundring av civilbefolkningen blev enda möjligheten att skaffa förnödenheter. Förutom våld och plundring följde epidemier.